# Чавчавадзе, Екатерина Александровна
Княгиня Екатери́на Алекса́ндровна Дадиани (груз. ეკატერინე ალექსანდრეს ასული დადიანი), урождённая княжна Чавчава́дзе (19 марта 1816 — 25 августа 1882) — правительница Самэгрэло (Мегрелии) (при несовершеннолетнем сыне Николозе (Николае), 1853—1866), вдова владетельного князя Мегрелии Давида I Дадиани.

## Происхождение
Родилась в семье крестника императрицы Екатерины II — князя Александра Чавчавадзе (1786—1846), генерала, выдающегося грузинского поэта и общественного деятеля и его супруги княжны Саломе Ивановны Орбелиани, правнучке царя Ираклия II. Старшая сестра Екатерины Александровны — Нина Александровна (1812—1857) — была замужем за Александром Сергеевичем Грибоедовым, младшая сестра, Софья — была замужем за министром народного просвещения, бароном Александром Павловичем Николаи, младший брат Давид Александрович (1817—1884) — свиты Его Величества генерал-майор.

## Биография

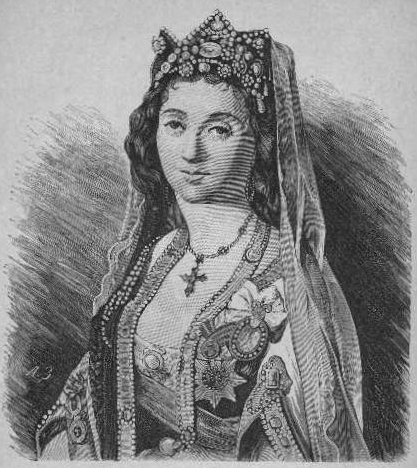
Правительница Мегрелии Екатерина Дадиани, 1855 год

18 декабря 1838 года вышла замуж за Давида Дадиани (в то время — наследника владетеля Мегрелии Левана V), через 2 года вступившего на престол княжества. В 1853 году её супруг скончался, и Екатерина Александровна занялась государственными делами, превратившись (по выражению К. А. Бороздина) «в историческое лицо». Император Николай I признал её правительницей Мегрелии при малолетнем сыне. В помощь ей был назначен регентский совет, в который вошли братья её покойного мужа князья Григорий и Константин Дадиани.
Во время Крымской войны Турция отправила в Мегрелию свои войска, сумевшие занять значительную территорию княжества, несмотря на помощь оказанную Россией. Правительница переехала в Лечхуми, где вскоре получила от турецкого командующего Омера Лютфи-паши предложение перейти под покровительство Турции. Оставив письмо без ответа, Екатерина Александровна встала во главе мегрельских войск и повела их в наступление на турок.
В марте 1856 года, после заключения Парижского мира, получила приглашение на коронацию императора Александра II, куда прибыла с детьми и сестрой Ниной. Как свидетельствует мемуарист К. Бороздин, «она со свитою производила эффект чрезвычайный. Сохранившая блеск своей красоты…, в роскошном и оригинальном костюме… она была чрезвычайно представительна, а рядом с нею все видели прелестную её сестру, Грибоедову, дорогую для всего нашего русского общества по имени, ею носимому. Все были в восторге от мингрельской царицы, её сестры, детей и свиты».
Оставив управление княжеством на попечение своего деверя князя Григория Левановича Дадиани, поселилась в Санкт-Петербурге. 26 августа 1856 года пожалована в статс-дамы. В 1857 году была вынуждена вернуться в Мегрелию из-за начавшегося под предводительством сельского кузнеца Уты Микава крестьянского восстания. 12 мая повстанцы взяли Зугдиди. По её просьбе в конфликт вмешались русские войска. Управление княжеством было передано военному губернатору, а княгине высочайшим рескриптом было предложено «для воспитания» детей отбыть в Петербург. Её салон в столице был широко открыт для русской и грузинской интеллигенции. В её салоне молодой Илья Чавчавадзе впервые узнал о Бараташвили, когда Екатерина Александровна показала ему листки со стихами, написанные рукой покойного поэта. Через десять лет ей было разрешено уехать в Париж. В конце жизни княгиня вернулась в Мегрелию, где жила как частное лицо.

## В воспоминаниях современников
Описывая тбилисских красавиц начала 30-х годов XIX века, Ф. Ф. Торнау заметил, что среди них «как две звезды первой величины светили Нина Грибоедова и сестра её Катерина». И далее: "«Лучистые глаза Катерины Александровны и её чудная улыбка жгли мне сердце, томная красота и ангельский нрав Нины Александровны обливали его целительным бальзамом; к одной стремились глаза и сердечные чувства, к другой влекло душу непреодолимой силой».
Русский чиновник К. А. Бороздин, который очень хорошо знал семью Чавчавадзе (впоследствии в течение двух лет он был воспитателем малолетних детей Екатерины Чавчавадзе), писал: «Обе они были замечательными красавицами и кружили головы всей тогдашней тифлисской молодёжи. Сам Грибоедов называл жену свою „мадонной“ по неземной благости и кротости, отражавшихся в чудных глазах Нины Александровны. И рядом с ней прелестный контраст был в сестре её, олицетворявшей собой пылкость, весёлость, остроумие, при которых в глазах её блистал огонёк, обещавший в будущем целительный характер».

## Семья
В браке с Давидом Дадиани родились:

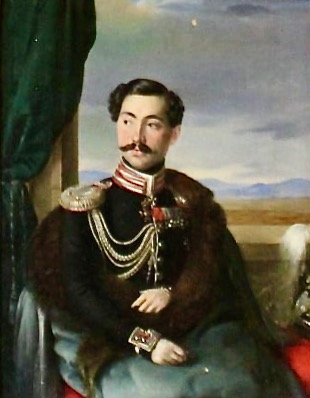
Давид Дадиани, Владетельный князь Мегрелии

- Дадиани Мария Давидовна (1840—1842), княжна
- Дадиани Нино Давидовна (1841—1848), княжна
- Дадиани Леван Давидович (1842—1844), князь
- Дадиани, Николай Давидович (1847—1903), владетель Мегрелии (1853—1866), затем — светлейший князь Мингрельский
- Дадиани, Саломея Давидовна (1848—1913), княжна, замужем за принцем Ашилем Шарлем Луи Наполеоном Мюратом (1847—1895).
- Дадиани, Андрей Давидович (1850—1910), светлейший князь Дадиан-Мингрельский, генерал-лейтенант
- Дадиани Тамара Давидовна (1853—1859), княжна

## Образ Е. Чавчавадзе в литературе
- Роман-хроника «Екатерина Чавчавадзе» (ч. 1—2, 1966¾67, рус. пер. 1969) автор Чилая С. Е.

## В творчестве поэтов
Екатерине Александровне посвятил своё творчество безответно в неё влюбленный выдающийся грузинский поэт Николоз Бараташвили (1817—1845). Стихи, посвященные ей, — блестящие образцы любовной лирики. Два своих стихотворения посвятил ей и М. Ю. Лермонтов:
Как небеса, твой взор блистает

Эмалью голубой,

Как поцелуй, звучит и тает

Твой голос молодой;

За звук один волшебной речи,

За твой единый взгляд

Я рад отдать красавца сечи,

Грузинский мой булат;

И он порою сладко блещет,

И сладостно звучит,

При звуке том душа трепещет

И в сердце кровь кипит.

Она поёт — и звуки тают,

Как поцелуи на устах,

Глядит — и небеса играют

В её божественных глазах;

Идёт ли — все её движенья,

Иль молвит слово — все черты

Так полны чувства, выраженья,

Так полны дивной простоты.